# 王紹恆
王紹恆，JP （英語： Rex Wong Siu-han），企業家及專業管理人員，主修美術，擁有美國註冊建築師的專業資格，目前擔任金城營造集團的行政總裁。

## 生平
王紹恆曾畢業於加拿大卑斯省布倫特伍德中學，後於2003年在美國羅德島設計學院取得建築學士及藝術學士學位。他現時擔任布倫特伍德中學及羅德島設計學院的校董會成員。2005年，王紹恆於美國哥倫比亞大學取得建築及都市設計碩士學位。他亦於2022年完成香港科技大學和凱洛格管理學院合辦的行政人員工商管理碩士學位課程。
王紹恆的事業與城市建設領域息息相關。他創辦了君薈地產，在東莞發展以市區重建及活化歷史建築為主的地產發展項目，當中包括旅游及文化藝術地標「燕嶺園」及住宅項目「君薈庭」。他在2014年獲東莞市政府頒發「優秀青年莞商」。2008年，王紹恆加入金城營造集團，2015年獲委任為副行政總裁，期間金城成為首間獲得香港管理專業協會「優質管理獎」金獎的建造工程企業。2017年，由金城擔任工程承辦商的中電紅磡機利士南路地盤發生工業意外，導致3名工人喪生。經過歷時3年的調查和法律程序，最終法庭裁定金城已經就地盤出現的一系列因素作出相應行動，意外中出現的大量污水，屬於不可預見的危險，因此一系列與密閉空間安全有關的控罪不成立。2018年，金城向泰國大都會電力局提供諮詢服務，支援架空電纜管理及地下電纜安裝工程。
2019年王紹恆獲委任為金城的行政總裁，帶領金城在電力、交通、環保及能源 2.0等多個業務範疇發展，奠定金城「香港能源基建專家」的定位。2024年獲委任為董事會主席。
王紹恆有多年公職服務經驗。他現時為香港房屋委員會、香港城市大學校董會、職業安全健康局、及香港建造業議會的成員，在這些法定組織擔當決策角色。王紹恆亦是香港房屋協會委員、自資專上教育委員會成員、新能源運輸基金督導委員會成員、香港建造業議會轄下建造安全專責委員會主席、及建造業零碳天地董事會成員。王紹恆現時亦擔任香港建造商會第一副會長，推動商會推出「可持續發展嘉許計劃」。他也曾在包括「建造業議會國際可持續建築論壇」等關注業界安全和可持續發展的平台演說。
除了基建、教育及可持續發展等範疇，王紹恆亦推動初創企業發展，近年在創新經濟產業發展相關活動中擔任嘉賓講者，當中包括香港應用科技研究院的「智慧城市論壇」、投資推廣署 「StartmeupHK創業節」及「RISE」大會。他是香港城市大學HK Tech 300投資小組委員會委員 、城大創新學院顧問及香港科學園電梯募投比賽評判之一。
2020年，王紹恆獲香港特別行政區政府委任為太平紳士。2022年，王紹恆獲香港工業總會主辦並由行政長官頒發的「香港青年工業家獎」 。

## 家庭
王紹恆祖父王錦輝生於東莞，在1963年創辦金城營造公司，並在王紹恆父親王國強協助下為香港城市建設及內地和香港社會作出貢獻。東莞市政府為表揚王錦輝、王國強和王紹恆的貢獻，先後向他們授予「東莞市榮譽市民」稱譽。
王錦輝的重要公職包括原新華社香港分社香港地區事務顧問及香港童軍總會名譽會長等。王國強則擔任了四屆港區全國政協委員、廣東社團總會主席和九龍城區議會主席等公職。王紹恆兄長王紹基現為金城營造集團副主席，並擔任香港特別行政區選舉委員會委員、廣東省政協委員、香港中華總商會常務會董 、中國香港足球總會董事及九龍樂善堂副主席等公職。王紹恆妹妹王沛芝小姐是一位專業會計師，她除了是金城營造集團財務總裁，也是香港專業人士協會副主席兼秘書長及香港董事學會會員。王國強、王紹恆及王紹基也分別在2005年、2020年和2021年獲香港政府委任為太平紳士。
王氏早在80年代已開始投入慈善教育事業，並成立「王錦輝王國強基金會」。王錦輝在國內捐建超過100所中小學，被稱為「史上最牛助學老人」。王氏亦在香港捐贈了「香港浸會大學附屬學校王錦輝中小學」，以及在幾間大專院校捐助了數百個的大學生獎助學金。王國強除了支持王氏的慈善教育事業，也是全國政協文化文史和學習委員會副主任。王紹基亦積極參與香港及內地教育發展，他是香港浸會大學諮議會成員、香港理工大學顧問委員會成員、南沙民心學校理事，以及幾間樂善堂轄下學校的校董。王錦輝是香港浸會大學第一屆榮譽大學院士。王國強獲香港浸會大學頒授榮譽社會科學博士，亦在2016年以近七十歲高齡完成香港理工大學工商管理博士課程，成為該大學最年長及最快修畢學分的博士生，並成為理大傑出校友及實務教授。

## 主要社會公職

### 城市建設發展相關
- 香港房屋委員會委員[46]
- 香港建造業議會成員[16]
- 職業安全健康局成員[15]
- 新能源運輸基金督導委員會成員[19]
- 空間數據共享諮詢委員會成員[47]
- 香港房屋協會委員[17]

### 香港業界、商界、教育及文化藝術相關
- 香港城市大學校董會成員[14]
- 自資專上教育委員會成員[18]
- 香港建造商會第一副會長[22]
- 香港總商會地產及基建委員會委員[48]
- 香港總商會環境及可持續發展委員會委員[49]
- 香港管理專業協會「優質管理獎」評判團成員[2]
- 一帶一路總商會大型基建委員會副主任[50]
- M+設計及建築委員會副主席[51]

### 中國內地
- 中華全國青年聯合會委員
- 山西省青年聯合會副主席
- 山西省政協委員